# 富野暉一郎
富野 暉一郎（とみの きいちろう、1944年〈昭和19年〉2月2日 - ）は、日本の社会運動家、福知山公立大学副学長、龍谷大学名誉教授。元逗子市長。専門は地方自治。
在日米軍施設である池子弾薬庫跡地への住宅建設に反対する住民運動に推されて、1984年に市長となった。1992年に次期市長選への不出馬を表明して退任し、その後は、島根大学教授、龍谷大学教授を歴任した。

## 経歴
1944年、当時は横須賀市の一部となっていた神奈川県逗子の旧家に長男として生まれる。小学生の頃から天文学を志し、
京都大学理学部宇宙物理学科へ進み、1966年に卒業して、さらに東京大学大学院理学系研究科で天文学を専攻したが、1973年には博士課程中退に至った。大学院在学時には、アイザック・アシモフの天文学に関する著作の翻訳にも関わった。
大学院在学中に、父親が死去し、会社経営を引き継ぐために研究者への途を断念し、以降、株式会社双立工業所専務取締役（1972年 - 1977年）、株式会社ヘリオス取締役社長（1977年 - 1982年）として、ごみ処理機械の開発や営業にあたっていた。

### 池子問題への関わり
1982年に、在日米軍施設である池子弾薬庫跡地への住宅建設計画が公表され、これに反対する住民運動が起こると、富野はこの運動に当初から加わり、「池子米軍住宅建設に反対して自然と子供を守る会」（通称「守る会」）の中心メンバーのひとりとなり、後には「守る会」が選挙に取り組むために作った政治団体「緑と子供を守る市民の会」の事務局長となった。
1984年、「守る会」が建設受け入れを容認した当時の三島虎好市長へのリコール運動を行ない、成立確実と目される情勢となった中で、三島市長は、市長選挙で住宅建設受け入れの是非を問うとして、自ら辞職した。反対派は、候補者擁立が難航し、「市民の会」事務局長であった富野が急遽出馬することとなった。
11月11日に投票された市長選挙は、逗子市長選挙史上空前の74.81パーセントとなり、富野は三島前市長を破って初当選した。

### 逗子市長
富野が初当選した時点で、逗子市議会は建設容認派が過半数を占めており、富野市長は市議会とことあるごとに衝突することとなった。1985年秋以降は、建設反対派が市議会の解散を、建設容認派が市長の解職をそれぞれ求めて署名運動を展開する「リコール合戦」の様相となり、12月には双方が本請求に要する法定数を超える署名を市選挙管理委員会に提出した。この結果、1986年2月に双方の住民投票が行なわれ、市議会は解散賛成が上回り、市長は解職反対が上回って、4月に市議会議員選挙が実施されることとなった。しかし、選挙後の市議会でも建設容認派が過半数を占めたため、市議会と市長の対立は続くこととなった。
1987年には、長洲一二神奈川県知事による調停案の受け入れの是非を問う住民投票の実施が、市議会で否決されたのを受け、調停案の返上を主張していた富野は市長を辞職し、調停案の受け入れの是非を問うとして、再び市長選挙に立候補した。10月11日に投票された市長選挙は、投票率が前回をさらに上回る76.12パーセントとなり、富野は再び三島を破って再選された。
1988年10月の市長選挙では、対立候補として「逗子を愛する市民の会」会長の伊奈正が出馬したが、結果は富野の三選となった。その間も住宅建設に向けた工事は強行され、1989年以降、逗子市はこれに対抗する法廷闘争に取り組んだ。また市議会との対立も続いていたが、1990年3月の市議会議員選挙で、初めて建設反対派が市議会の過半数を占めるに至った。
1992年の市長選挙を前に、7月31日の記者会見で、富野は不出馬を表明した。

### 大学教員
市長退任後から2年後の1994年、富野は島根大学法文学部教授となり、同時に龍谷大学法学部大学院客員教授となった。さらに、1999年には龍谷大学法学部教授に転じた。2016年福知山公立大学副学長。
大学教員としては、地方自治論、地域経営論を研究し、グローカリズムの立場から、自治体の国際活動や、市民自治と地域社会の発展に関する調査などに取り組んだ。

## 主な著書

### 単著
- グリーン・デモクラシー―いま池子から訴える、白水社、1991年
- 地方政府・地方主権のすすめ―小さなまちこそすばらしい、三一書房、1994年

### 共編著
- （佐藤昌一郎、寺沢晴男との共著）逗子・三宅からのメッセージ―てい談・市長と村長から熱い想いをこめて、あけび書房、1989年
- （恒松制治、宮本憲一との共著）討論 地方分権、東方出版、1994年
- （白石克孝、広原盛明との共著）現代のまちづくりと地域社会の変革、学芸出版社、2002年
- （鈴木龍也との共著）コモンズ論再考、日本評論社（龍谷大学社会科学研究所叢書）、2006年
- （早田幸政との共編著）地域公共人材教育研修の社会的認証システム、日本評論社（地域公共人材叢書）、2008年